# Leapmotor
Leapmotor (chinois : 零跑) est un constructeur automobile chinois basé à Hangzhou, spécialisé dans le développement de véhicules électriques.

## Histoire

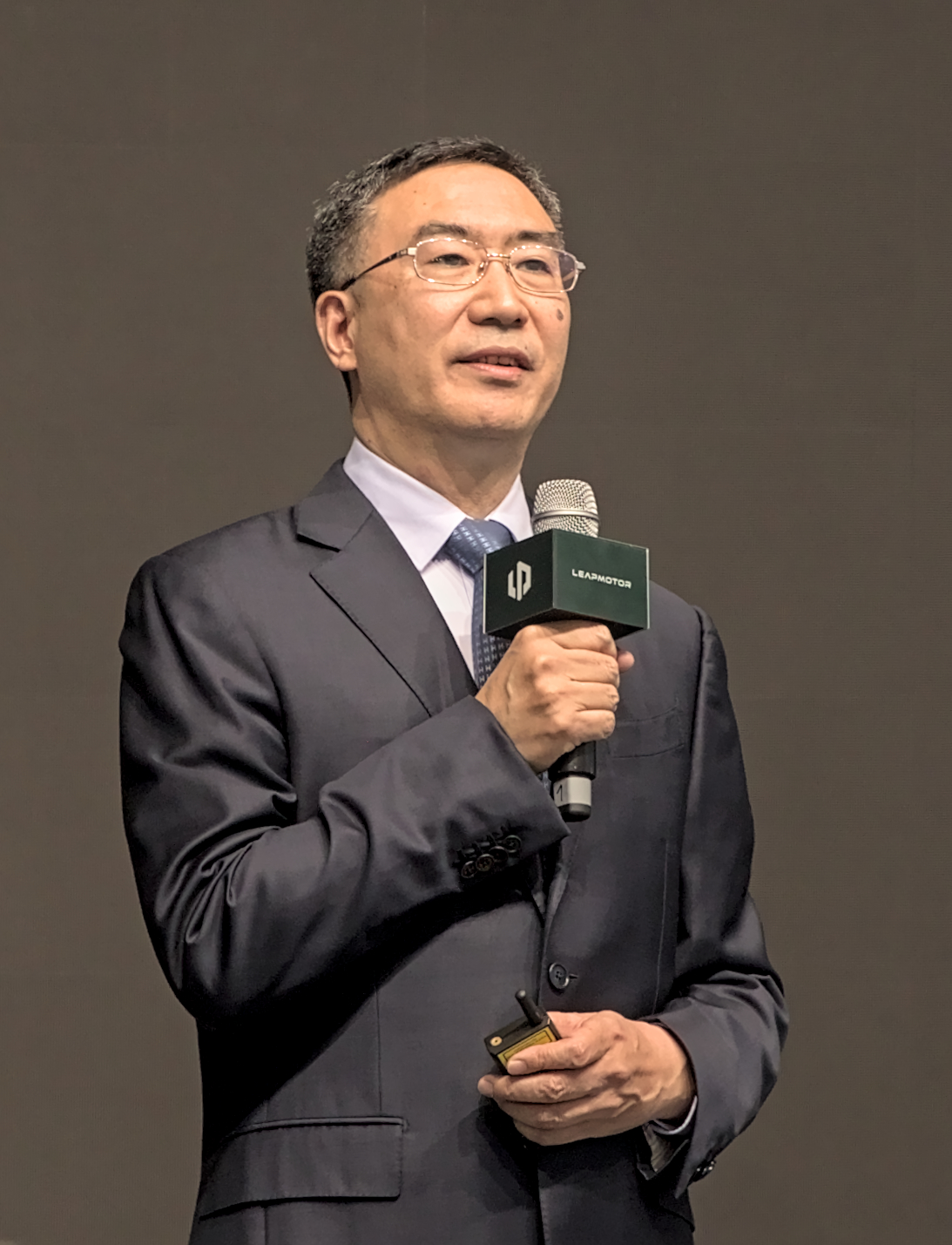
Zhu Jiangming (2023), fondateur et PDG de Leapmotor.

Le 13 juin 2018, au CES Asia, Leapmotor annonce que la première puce d'intelligence artificielle de fabrication nationale, baptisée Lingxin 01, était entrée dans la phase de vérification de l'intégration. La puce d'IA a été co-développée par Leapmotor et Zhejiang Dahua Technology Co., Ltd (Dahua Technology), et devait être testée sur des véhicules au deuxième trimestre 2019. Le Lingxin 01 est conçu pour les véhicules autonomes, et dispose de la capacité d'apprentissage profond et d'une puissance de calcul de premier plan. L'entreprise intègre verticalement les composants à marge élevée en développant et en construisant ses propres composants, tels que les moteurs de traction électriques, l'unité centrale du véhicule, l'éclairage LED.
En octobre 2018, Leapmotor annonce son intention de déployer 3 nouveaux modèles sur la période 2018-2021, notamment le LP-S01, le LP-T03 et le LP-C11, basés respectivement sur la plateforme de véhicule S, T et C. En juin 2019, le premier produit, le coupé électrique 2 portes Leapmotor S01, est lancé sur le marché chinois. Un prototype a été présenté à l'édition 2017 du salon de l'automobile de Guangzhou. À cette époque, l'entreprise avait levé 380 millions de capitaux et la construction de l'usine avait commencé. La S01 a été initialement présentée comme le coupé LP-S01 plus tôt en 2018. Les premières livraisons ont lieu de la S01 en juin 2019,.
Le 11 mai 2020, Leapmotor lance officiellement le deuxième véhicule électrique de production de masse, la voiture urbaine électrique Leapmotor T03. Le véhicule a été lancé avec un total de 3 modèles cette fois, la gamme de prix après subvention est de 65 800-75 800 yuans (~9 280 $ US - 10 691 $ US). Le Leapmotor T03 est équipé d'une batterie d'une capacité de 36,5 kWh, et d'une autonomie de 403 km en régime de croisière NEDC. En novembre 2020, Leapmotor lance officiellement son troisième VE de série, le crossover électrique Leapmotor C11, basé sur le concept C-More de 2019. Le C11 est propulsé par deux moteurs électriques évalués conjointement à 544 PS (536 ch / 400 kW) et 720 Nm (531 lb-ft) de couple. Le Leapmotor C11 a une autonomie d'environ 600 km (404 miles).
En octobre 2023, Stellantis a annoncé son investissement dans Leapmotor au prix de 1,5 milliard d'euros, acquérant 20 % de Leapmotor pour le soutien technologique à la construction de véhicules électriques. 
Cet accord signe aussi la création de la co-entreprise Leapmotor International entre Stellantis (détenteur de 51 % des parts) et Leapmotor (49 %).
En mai 2024, Stellantis annonce que dans le cadre de la co-entreprise Leapmotor International, il distribuera dans son réseau les véhicules Leapmotor. Cet accord doit d'abord être appliqué à 9 pays européens (France métropolitaine, Belgique, Pays-Bas, Allemagne, Espagne, Portugal, Italie, Grèce, Roumanie) dès septembre 2024, puis à la Suisse et au Danemark, et à d'autres régions du monde à partir de la fin de cette année-là, Stellantis citant l'Australie, la Nouvelle-Zélande, la Thaïlande, la Malaisie, l'Inde, le Brésil, le Chili, la Turquie, Israël et les départements et territoires d'outre-mer français,. Les deux premiers véhicules distribués sont la T03 et le C10, déjà commercialisés en France avant cet accord par des distributeurs indépendants.
Dès juin 2024, des modèles Leapmotor sont fabriqués à l'usine Stellantis de Tychy, en Pologne, en commençant par la citadine T03Leapmotor international a décidé d'assembler en partie le petit modèle dans l'usine de Stellantis à Tychy, en Pologne - ce qui pourrait lui permettre d'être éligible au bonus écologique français, contrairement aux modèles fabriqués en Chine.
En octobre 2024, le constructeur présente la Leapmotor B10 en première mondiale au Mondial de l'automobile de Paris 2024. Le B10 est un SUV 100 % électrique qui sera commercialisé en Europe à partir de 2025.

## Véhicules

### Modèles actuels
| Modèle | Photo | Caractéristiques |
| ------ | ----- | --- |
| S01    |       | Style de carrosserie : Voiture de sport Classe : (S) Sport compact Portes : 2 Places: 2 Batterie: 35,6 kWh (380 et 380 Pro) ou 48 kWh (460 et 460 Pro) Li-ion Production: juin 2019–2021 Révélé : novembre 2017 (Auto Guangzhou) |
| T03    |       | Style de carrosserie : Hatchback Classe : (A) Citadine Portes: 5 Places: 4 Batterie: 21,6 kWh, 31,9 kWh, 38 kWh ou 41 kWh Li-ion Production: Mai 2020-présent Révélé: mars 2020                                                  |
| C11    |       | Style de carrosserie : break Classe : (J) Taille intermédiaire SUV Portes : 5 Places: 5 Production: 2021 à aujourd'hui Révélé: Décembre 2020 (Auto Guangzhou)                                                                    |
| C01    |       | Style de carrosserie : Berline Classe : (D) Berline intermédiaire Portes: 4 Places: 5 Batterie: 62.8 kWh (525), 78.54 kWh (606) or 90 kWh (717 and 630 AWD) Li-ion Production: 2022 à aujourd'hui Révélé: mai 2022               |
| C10    |       | Style de carrosserie : stationwagon Classe : (J) Pleine grandeur SUV Portes : 5 Places : 5-7 Batterie : Production : pour commencer Révélé : septembre 2023 (Salon de l'automobile de Munich 2023)                               |
| C16    |       | Style de carrosserie : SUV Portes : 5 Places : 7 Révélé : 2024 |

### Véhicules conceptuels
Leapmotor a dévoilé 1 véhicule concept.
| Model  | Photo | Specifications |
| ------ | ----- | --- |
| C-More |       | Style de carrosserie : VUS multisegment Classe : (J) Intermédiaire Portes : 5 Places : 7 Batterie: Révélé: Avril 2019 (Auto Shanghai) |